# 四季 (皮亚佐拉)
《波爾蒂諾的四季》（西班牙語：Cuatro Estaciones Porteñas），是阿斯托尔·皮亚佐拉的一系列探戈作品。

## 名稱
「波爾蒂諾」是對布宜諾斯艾利斯市民的別稱，故這系列作品也有「布宜諾斯艾利斯的四季」之稱法。

## 分析
作曲者給定的各曲順序如下：
1. 波爾蒂諾之夏（Verano Porteño，1965年完成）[1]
2. 波爾蒂諾之冬（Invierno Porteño，1969年完成）
3. 波爾蒂諾之春（Primavera Porteño，1970年完成）
4. 波爾蒂諾之秋（Otoño Porteño，1970年完成）

最初的樂器配置，是以小提琴（中提琴）、鋼琴、電吉他、低音提琴和班多鈕（Bandoneon）手風琴的五重奏所演奏。

## 衍生作品
- 列昂尼德·戴西亞特尼科夫（英语：Leonid Desyatnikov）在1996年至1998年間，陸續將《波爾蒂諾》改寫為獨奏小提琴與弦樂團的形式。他將皮亞佐拉作品各自細分為三段，與著名的《四季》小提琴協奏曲並陳，加深了古典領域對探戈的印象。

## 其他
- 〈夏〉曲曾計劃作為電影《金髮》（Melenita de oro，1923年）之配樂。